# WAFA (agencia de noticias)
WAFA, (en árabe: وفا, acrónimo de وكالة الأنباء الفلسطينية, o «Agencia de Noticias de Palestina» en español) es la agencia de noticias oficial de la Autoridad Nacional Palestina y, desde enero de 2013, del Estado de Palestina. Su nombre completo en inglés es Palestinian News & Info Agency. Difunde de manera continuada noticias sobre Oriente Medio en árabe, inglés, francés y hebreo, que son publicadas gratuitamente.
WAFA fue creada en 1972 en Beirut por el Comité Ejecutivo de la OLP, para ser portavoz de la resistencia palestina. Se trasladó a Túnez cuando la OLP dejó Líbano, y en 1994 a la Franja de Gaza tras la firma de los Acuerdos de Oslo. En julio de 2005, inauguró su nueva sede de Ramallah con el apoyo de la UNESCO y del gobierno de Italia, sede en la que se vio obligada a realojarse en 2007 cuando el movimiento Hamás pasó a dominar la Franja de Gaza.
Se centró en un principio en la difusión de noticias oficiales de la ANP y en informar a los palestinos de los Territorios y del extranjero sobre acontecimientos nacionales. Poco antes de 2010, su estatus legal fue revisado para convertirla en un medio de comunicación más independiente y con cobertura informativa ampliada.